# Engaño pederasta

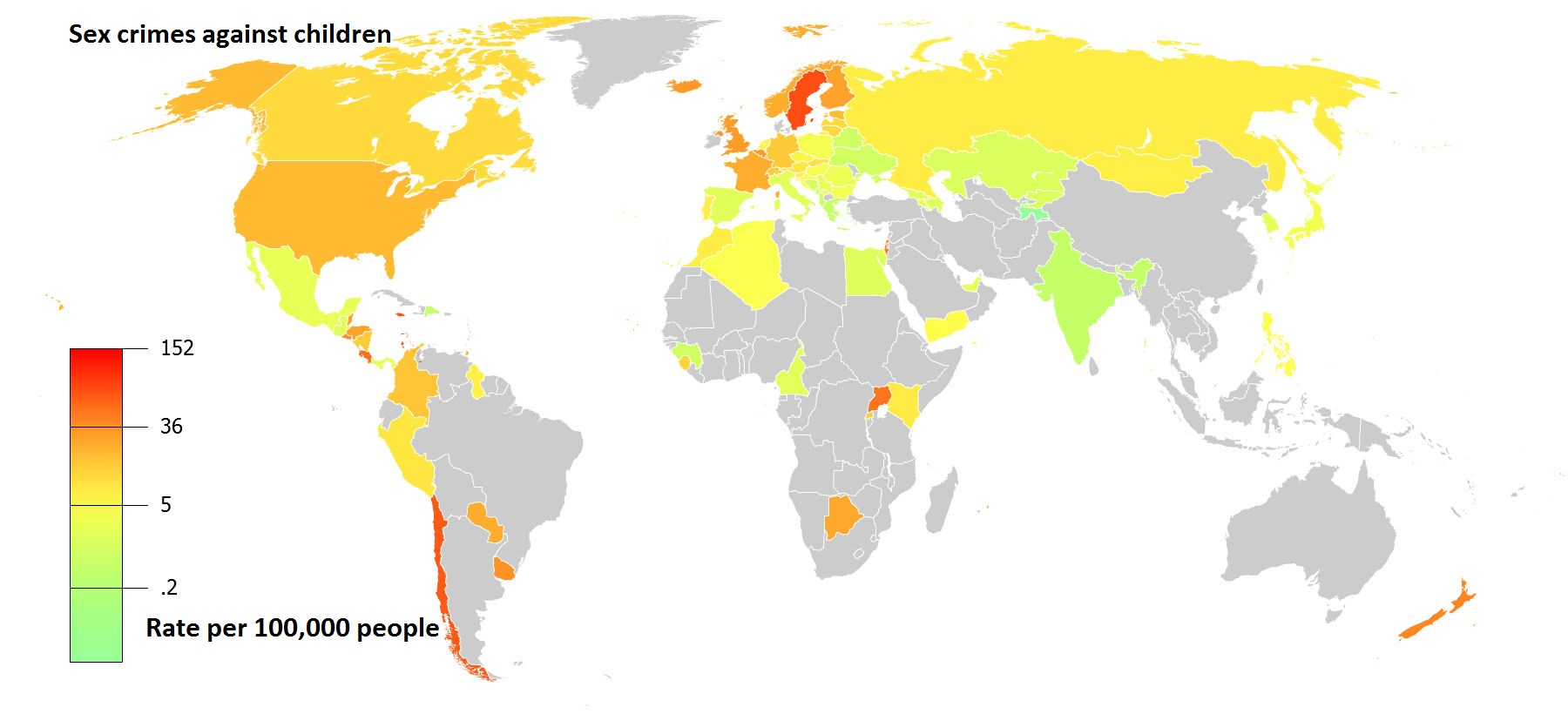
"Delitos sexuales contra niños" significa delitos de naturaleza sexual cometidos contra niños (menores de la edad de consentimiento en esa nación). Incluye delitos de pornografía infantil, obtención de un niño para la prostitución, estupro con una persona menor de la edad de consentimiento y otros delitos relacionados con la explotación sexual de niños. Tenga en cuenta que no se informan todos los delitos sexuales contra niños, y que no todos los sistemas legales cuentan los delitos sexuales contra niños de la misma manera, y las tasas reales pueden diferir marcadamente de las tasas informadas. Esto puede dar una impresión incorrecta sobre el número real de delitos sexuales contra niños en países como Suecia.

Un engaño pederasta, más conocido por el anglicismo grooming (del verbo to groom, que alude a conductas de acercamiento o preparación para un determinado fin) o ciberacoso es una serie de conductas y acciones emprendidas por adultos, en muchos casos a través de Internet, con el objetivo deliberado de ganarse la amistad de  menores de edad, creando una conexión emocional con los mismos, con el fin de ganarse su confianza y poder chantajear emocionalmente o abusar sexualmente de ellos. En algunos casos se puede buscar la introducción del menor al mundo de la prostitución infantil o la producción de material pornográfico. Las víctimas pueden ser tanto chicas como chicos. 
En inglés, para diferenciarlo del significado original relativo al acicalado de animales, se suelen utilizar los términos child grooming o internet grooming.[cita requerida]

## El proceso del engaño
El engaño pederasta tiene una dimensión inherentemente moral. El acto tiene que ver con la vulnerabilidad en los niños, niñas y adolescentes, la inocencia infantil y la vulneración de los derechos individuales. El adulto que comete el delito (también conocido como groomer o acosador virtual) suele aprovechar el anonimato de las redes sociales en Internet para valerse de identidades falsas y engañar a niños, niñas y adolescentes, con los que trata de entablar vínculos emocionales con el fin de obtener material pornográfico a través del engaño, el chantaje y la extorsión.
El engaño pederasta es un proceso que puede durar semanas o meses, varía el tiempo según la víctima y suele pasar por las siguientes fases, de manera más o menos rápida según diversas circunstancias:
- El adulto procede a elaborar lazos emocionales (de amistad) con el menor. En algunos casos, a través de internet pueden simular ser otro niño o niña.
- El adulto va obteniendo datos personales y de contacto del menor.
- Utilizando tácticas como la seducción, la provocación, el envío de imágenes de contenido pornográfico, consigue finalmente que el menor se desnude o realice actos de naturaleza sexual.
- Entonces se inicia el acoso, chantajeando a la víctima para obtener cada vez más material pornográfico o tener un encuentro físico con el menor para abusar sexualmente de él.[5]

Existen dos tipos de grooming:
1. Sin fase previa de relación y generación de confianza: El adulto obtiene material de abuso sexual contra las infancias y adolescencias de los NNA (niños, niñas y adolescentes) a través de sus contraseñas, o del pirateo de cuentas. En este caso el material es obtenido a la fuerza y la víctima puede desconocer cómo el acosador obtuvo las imágenes.
2. Con fase previa de generación de confianza: El adulto busca generar confianza en los NNA, deja de ser un «desconocido». En este caso, el material es entregado voluntariamente.

## Lucha contra el engaño pederasta
En 2003, MSN Messenger puso en marcha restricciones en sus salas de chat con el objeto de proteger a los niños de los adultos que buscaban tener conversaciones de tipo sexual con ellos. En 2005, el fiscal general de Nueva York realizó una investigación sobre las salas de chat de Yahoo! porque permitían crear salas cuyos nombres sugerían que serían empleados con este fin. En octubre de ese año Yahoo! acordó poner en práctica políticas y procedimientos para impedir la creación de dichas salas.
Organizaciones como Perverted-Justice.com (PJ) infiltra personas como menores para identificar adultos que puedan acosar de los niños y pasan la información a la policía. El programa de noticias Dateline NBC incluye una sección titulada To Catch a Predator (cazar a un depredador), basada en dichas actividades encubiertas.
La organización Crisp Thinking ha creado un servicio para identificar el engaño pederasta y advertir a los padres. Disponen de un software que permite vigilar la actividad de los chats y la mensajería instantánea la búsqueda de actividades que ellos relacionan con el ciberengaño pederasta. También disponen de adaptación para su uso en redes sociales y proveedores de acceso a Internet.
Otra empresa de software del Reino Unido ha desarrollado un programa competidor del Crisp, denominado Sentry Parental Controls. Fue presentado por la estrella televisiva Coleen Nolan y cuenta con el apoyo de Mark Williams-Thomas, un experto en protección infantil. En España existen una serie de entidades que, entre sus programas, incluyen la prevención, la sensibilización y la lucha contra el engaño pederasta. Algunos ejemplos son la Fundación Alia2, Pantallas Amigas, Padres 2.0 o Cobertura Protegemenores. En 2014, a través de una alianza con diferentes organizaciones (como RedNATIC y Save the Children) de toda América Latina, Google presentó “Todo a 1 clic”. Una campaña de sensibilización y participación en «ciudadanía digital» dirigida a adolescentes. Con esta campaña intentó concienciar sobre diferentes temas: desde la publicación abierta de datos personales hasta las consecuencias del ciberacoso y el engaño pederasta.
La iniciativa está centrada en la promoción de un video que muestra las situaciones diarias en las que los jóvenes toman decisiones sobre el uso de la tecnología. Por ejemplo: el uso de computadoras ajenas, la publicación abierta de datos e imágenes personales y compartir las contraseñas, así como las consecuencias del ciberacoso (opinar sobre los demás en la web) y el engaño pederasta (chatear con adultos desconocidos). «Alcanza a los siguientes países: Argentina, Colombia, Costa Rica, México, Perú, Paraguay, Uruguay y Venezuela», precisó Google en su blog en español.

## ¿Cómo detectar el grooming?
La principal recomendación para detectar si los NNA son víctimas de grooming, es prestar atención a posibles cambios de conducta o humor. Algunos indicios que debemos tener en cuenta son: 
- Manifestaciones repentinas de tristeza
- Baja en el rendimiento escolar
- Necesidad de estar en soledad
- Incremento en el tiempo de uso de los dispositivos y encerrarse para hacerlo
- Muestras de nerviosismo o ansiedad al momento de utilizar los dispositivos con los que se conecta[11]

## Alarma social
Según un estudio publicado en 2009 por el INTECO (el Instituto Nacional de Tecnologías de la Comunicación), actualmente INCIBE (Instituto Nacional de Ciberseguridad), de España acerca de los riesgos en Internet para los menores y la percepción que tienen sus progenitores sobre estos. A un 75 % de estos los preocupa en primer lugar la posibilidad de que sus hijos sean víctimas de un engaño pederasta.

## El engaño pederasta como delito

### General
En su informe Protection of Children Against Abuse Through New Technologies, el comité del Consejo de Europa para la Convención sobre Cibercriminalidad se ocupó de los temas emergentes de violencia contra los niños por medio de las nuevas tecnologías, con particular énfasis en el engaño pederasta tanto a través de Internet como de telefonía móvil. El tema de la pornografía infantil en Internet está cubierto por el Artículo 9 de dicha convención.
Algunos países ya han incluido el engaño pederasta como delito en sus legislaciones, mientras que en otros aún no se ha incluido ninguna referencia.

### Alemania
En Alemania está prohibido ejercer influencia sobre un menor por medio de la exhibición de pornografía o por conversaciones en el mismo sentido.

### Argentina
Desde fines del 2013, está incorporado como delito penal el grooming o ciberacoso mediante la Ley 26904 Código Penal que incorpora el delito de acoso sexual por internet a menores de edad (B.O.4/12/2013): «El Senado y Cámara de Diputados de la Nación Argentina reunidos en Congreso, etc. sancionan con fuerza de Ley: Artículo 1.º — Incorpórase como artículo 131 del Código Penal el siguiente: Artículo 131: Será penado con prisión de seis (6) meses a cuatro (4) años el que, por medio de comunicaciones electrónicas, telecomunicaciones o cualquier otra tecnología de transmisión de datos, contactare a una persona menor de edad, con el propósito de cometer cualquier delito contra la integridad sexual de la misma».
El grooming o ciberacoso sexual infantil es el delito que comete una persona por medio de comunicaciones electrónicas, telecomunicaciones o cualquier otra tecnología de transmisión de datos, al contactar a una persona menor de edad, para cometer cualquier delito contra la integridad sexual de la misma.  No se trata de un contacto directo con el menor, sino indirecto por medios tecnológicos, con la intención especial de cometer un delito contra su integridad sexual.
La iniciativa fue sancionada en 2011 en el Senado, pero fue modificado por Diputados, donde se había reducido la pena de prisión de 3 meses y 2 años, o sea, un delito excarcelable. El proyecto de la Cámara baja distinguía a las víctimas de entre menores de 13 años y menores de entre 13 y 16 años. Ante estos cambios, los senadores insistieron en que la votación de Diputados “cercenaba penas” y que no lograba proteger “integralmente al menor” frente al delito que se inicia en el ámbito virtual. De este modo, se fijaron en el recinto las penas de entre 6 meses y 4 años, a fin de sancionar a quienes realicen estas prácticas perversas. Los legisladores explicaron que con este nuevo incremento de años en las condenas “se busca que haya una amplitud suficiente para que un juez, de acuerdo con las características del caso, pueda aplicar las penas”.
La Organización referente y encargada de trabajar la problemática en Argentina es la ONG Grooming Argentina la cual realiza un abordaje integral a las víctimas en todo el país.
En octubre del 2017 se conoció la primera condena en el país por un  caso de grooming seguido de muerte por el crimen de  Micaela Ortega. Además se encuentra disposición la línea telefónica 137 la cual esta destinada a la detección y prevención de casos de grooming o acaso en línea. https://www.argentina.gob.ar/grooming

### Australia
En Australia la Criminal Code Act de 1995, secciones 474.26 y 474.27, prohíbe el uso de un servicio de telecomunicaciones para buscar personas menores de 16 años, o exponerlas a material indecente, con propósito de realizar grooming.
Los diversos estados y territorios australianos tienen leyes similares, algunos de los cuales difieren en la edad de la víctima (por ejemplo 18 años en Queensland).

### Canadá
En Canadá, el Criminal Code, sección 172.1, pena la comunicación con un menor por medio de un sistema informático con el propósito de cometer abuso sexual.

### Chile
En este país, la ley 20.526 modifica el Código Penal modificando el art. 366 quáter, referido a la pornografía infantil, en los siguientes términos:
- Modifica el inciso tercero, clarificando los delitos cuando la víctima tenga entre 14 y 18 años y se actúe mediante engaño o intimidación.
- Agrega dos incisos referidos expresamente al grooming:
  - Las penas señaladas en el presente artículo se aplicarán también cuando los delitos descritos en él sean cometidos a distancia, mediante cualquier medio electrónico.
  - Si en la comisión de cualquiera de los delitos descritos en este artículo, el autor falseare su identidad o edad, se aumentará la pena aplicable en un grado.

### Costa Rica
En Costa Rica, el artículo 167 bis del Código Penal No.4573 de 4 de mayo de 1970, el cual fue reformado por la ley sobre delitos informáticos No.9135 de abril del 2013 castiga con pena de cárcel de uno a tres años a quien, por cualquier medio, establezca comunicaciones de contenido sexual o erótico, ya sea que incluyan o no imágenes, vídeos, textos o audios, con una persona menor de quince años o incapaz. A su vez, La misma pena se impondrá a quien suplantando la identidad de un tercero o mediante el uso de una identidad falsa, por cualquier medio, procure establecer comunicaciones de contenido sexual o erótico, ya sea que se incluyan o no imágenes, vídeos, textos o audios, con una persona menor de edad o incapaz. La pena será de dos a cuatro años cuando el actor procure un encuentro personal en algún lugar físico con una persona menor de edad incapaz.

### Ecuador
En el COIP (Código Orgánico Integral Penal) especifica los delitos en los Artículo 173.- «Contacto con finalidad sexual con menores de dieciocho años por medios electrónicos» con pena de 3 a 5 años de prisión y el Artículo 174.- "Oferta de servicios sexuales con menores de dieciocho años por medios electrónicos" con pena de 7 a 10 años de prisión.

### Escocia
En Escocia la Protection of Children and Prevention of Sexual Offences Act de 2005 introduce conceptos similares.
Por lo tanto, se puede cometer un delito incluso sin llegar a realizar el encuentro físico con el menor, e incluso si el menor no acude a la cita (por ejemplo, si un oficial de policía acude en su lugar).

### España
La reforma del Código Penal que entró en vigor en diciembre de 2010 pretende castigar la captación de menores con fines sexuales a través de Internet así como considerar agresión sexual (aunque no haya violencia ni intimidación) aquellos actos que atenten contra la libertad e indemnidad sexual, cuando la víctima sea menor de edad:
Artículo 183 bis. «El que a través de internet, del teléfono o de cualquier otra tecnología de la información y la comunicación contacte con un menor de  dieciséis años y proponga concertar un encuentro con el mismo, a fin de cometer cualquiera de los delitos descritos en los artículos 178 a 183 [agresión sexual, agresiones y abusos sexuales] y 189, [prostitución y corrupción de menores e incapaces: espectáculos exhibicionistas o pornográficos y material pornográfico] siempre que tal propuesta se acompañe de actos materiales encaminados al acercamiento, será castigado con la pena de uno a tres años de prisión o multa de doce a veinticuatro meses, sin perjuicio de las penas correspondientes a los delitos en su caso cometidos. Las penas se impondrán en su mitad superior cuando el acercamiento se obtenga mediante coacción, intimidación o engaño».
La edad de consentimiento ha pasado a los dieciséis años a partir de la reforma de 2015

### Estados Unidos
En los Estados Unidos, se prohíbe trasmitir información acerca de un menor de 18 años con el propósito de cometer un abuso sexual. Algunos estados, como Florida, tienen disposiciones adicionales sobre la seducción de niños en línea.

### Reino Unido
En Inglaterra y Gales, las secciones 14 y 15 del Sexual Offences Act de 2003 pena la organización de encuentros con niños, para uno mismo o terceras personas, con la intención de abusar sexualmente del menor. El encuentro también está penado.